# Delius (Song of Summer)
«Delius (Song of Summer)» es la segunda canción del álbum Never for Ever de la cantante Kate Bush. Fue lanzada como lado B del sencillo "Army Dreamers" del mismo álbum en septiembre de 1980.
Delius hace referencia al compositor inglés Frederick Delius y Song of Summer a la película de Ken Russell que retrata los últimos seis años de vida del compositor.
Mike DeGagne de Allmusic la indicó como una pista destacada del álbum.

## La canción
Inicia con la percusión con la que concluye la canción "Babooshka", y las letras se refieren a un anciano malhumorado que tiene una "canción de verano" (Song of Summer) para que sea interpretada.
El suave canto de Bush es acompañado por una armónica percusión y bajos a lo largo de toda la canción.

### Anexos
En un momento de la canción se puede oír la palabra "syphilus" (sífilis en español), enfermedad de la cual murió Delius.

## Vídeo
En el vídeo de la canción aparece Kate con un vestido blanco en la mitad de un bosque, donde hay un anciano en silla de ruedas con un dibujo de un sol sobre su rostro. Bush agita las "alas" de su vestido al ritmo de la percusión en torno al anciano hasta el final del vídeo.

## Personal
- Kate Bush - voz principal, canto difónico, piano
- Ian Bairnson - bajos
- Alan Murphy - guitarra eléctrica
- Paddy Bush - bajos, sitar
- Preston Heyman - percusión adicional

## Producción
- Producido por Kate Bush y Jon Kelly
- Kate Bush - compositora, arreglista
- Ron McMaster - masterización